# Anisosticta
Genre
Anisosticta est un genre d'insectes coléoptères de la famille des coccinelles.

## Liste des espèces
Selon BioLib (3 mai 2024) :
- Anisosticta bitriangularis (Say)
- Anisosticta borealis Timberlake, 1943
- Anisosticta caucasica Fleischer, 1900
- Anisosticta kobensis Lewis, 1896
- Anisosticta novemdecimpunctata (Linnaeus, 1758)
- Anisosticta sibirica Bielawski, 1958
- Anisosticta strigata (Thunberg, 1795)